# 庄威
庄威（1944年—），汉族，中华人民共和国政治人物、第十一届全国政协委员。
加入中国国民党革命委员会，担任民革福建省厦门市委主委、厦门市政协副主席。2008年，当选第十一届全国政协委员，代表中国国民党革命委员会，分入第三组。